# Oscar Ramírez
Óscar Ramírez Hernández (Cantone di Belén, 8 dicembre 1964) è un allenatore di calcio ed ex calciatore costaricano, di ruolo centrocampista, tecnico del Destroyers.

## Carriera
Partecipò al Mondiale 1990 e alla Gold Cup 1991.

## Palmarès

### Giocatore
- Campionato costaricano: 6

Alajuelense: 1983, 1984, 1991, 1992
Saprissa: 1997-1998, 1998-1999

#### Competizioni internazionali
- CONCACAF Champions' Cup: 2

Alajuelense: 1986
Saprissa: 1995

### Allenatore

#### Competizioni nazionali
- Campionato costaricano: 4

Alajuelense: Invierno 2010-2011, Verano 2010-2011, Invierno 2011-2012, Invierno 2013-2014
- Segunda División: 1

Santos de Guápiles: 2008-2009